# Riho
Riho (里歩?, Riho; Shinagawa, 4 giugno 1997) è una wrestler e idol giapponese sotto contratto con la All Elite Wrestling ed è stata la prima detentrice dell'AEW Women's World Championship.

## Carriera
Riho Hime è nata a Shinagawa, in Giappone, nel 1997. È stata allenata dalla wrestler giapponese Emi Sakura, alla quale deve il debutto nella Ice Ribbon nel maggio del 2006, all’età di nove anni. Nei sei anni successivi è diventata la prima triple crown della federazione, avendo conquistato l'ICE×60 Championship, l'International Ribbon Tag Team Championship e il Triangle Ribbon Championship.
È stata DDT Jiyūgaoka Six-Person Tag Team Champion, DDT Nihonkai Six-Man Tag Team Champion e detentrice dell'UWA World Trios Championship, unificando i tre titoli nel luglio 2010, in coppia con The Great Kojika e Mr. #6. Ha lasciato la Ice Ribbon nel settembre 2012 per unirsi alla Gatoh Move Pro Wrestling, una nuova federazione fondata da Emi Sakura. Nel novembre 2014, Riho ha conquistato l'IWA World Heavyweight Championship.

### Ice Ribbon (2006-2012)
Nel 2006, all’età di nove anni e mentre frequentava ancora le scuole elementari, Riho iniziò ad allenarsi con la wrestler giapponese Emi Sakura, insieme alla sorella maggiore di tre anni, Seina. Debuttò il 29 maggio 2006 a Shinagawa, Tokyo, in un incontro contro Nanae Takahashi. Il 25 luglio successivo prese parte al terzo evento della federazione Ice Ribbon, sconfiggendo Makoto. Nel suo primo anno di attività nel wrestling professionistico affrontò principalmente Emi Sakura, Hikari Minami e la stessa Seina. Nel marzo 2008, Riho e Seina si sfidarono in una serie di quattro incontri, vinta da Riho con un punteggio di 3 a 1.
Il 24 ottobre 2008, Angelina Love vinse il suo primo titolo di wrestling professionistico: l'International Ribbon Tag Team Championship, in coppia con Yuki Sato, sconfiggendo Chounko e Masako Takanashi. Il regno terminò nel febbraio 2009, quando il titolo fu reso vacante a causa di un infortunio alla gamba. Il 23 dicembre 2008 partecipò a un torneo celebrativo per il titolo ICE-60, venendo eliminata in semifinale da Seina, che in seguito conquistò il titolo.
Dopo essersi difesa con successo nell'International Ribbon Tag Team Championship contro Emi Sakura e Masako Takanashi, Riho e Yuki Sato furono costrette a cedere il titolo a causa di una frattura alla gamba destra riportata da Riho il 31 marzo 2009. Per la maggior parte dello stesso anno, Riho fu coinvolta in una faida con Chii Tomiya, rivalità che culminò nella formazione del tag team Miniature Dachs nel novembre 2009. Il 28 novembre 2009, Riho sconfisse Nanae Takahashi e Tsukasa Fujimoto, diventando la prima campionessa del Triangle Ribbon Championship.
Il 22 marzo 2010, Riho perse il titolo contro Miyako Matsumoto, ma appena dodici giorni dopo riconquistò l’ICE×60 Championship sconfiggendola nuovamente. Con questa vittoria, divenne anche la prima Triple Crown Champion della Ice Ribbon. Durante la celebrazione post-match, nominò la sua allenatrice, Emi Sakura, come prima sfidante alla cintura. Il 3 maggio 2010, in occasione dell'evento Golden Ribbon, Riho divenne l'atleta più giovane per la quale fosse mai stato organizzato uno spettacolo alla Korakuen Hall. In quell’occasione, perse il titolo ICE×60 proprio contro Sakura, al termine di un regno durato solo 30 giorni.

### Gatoh Move Pro Wrestling (2012-2019)
Il 23 settembre 2012, Riho si unì ufficialmente alla federazione Gatoh Move Pro Wrestling, fondata da Emi Sakura, debuttando sul ring per la compagnia il 7 ottobre successivo a Shinjuku, Tokyo, in un incontro contro la stessa Sakura. Il match si concluse con un pareggio dopo dieci minuti. Come parte del suo passaggio alla Gatoh Move, il 4 novembre 2012 Riho modificò il proprio ring name, passando dalla scrittura in hiragana "りほ" ai kanji "里歩". In seguito affrontò nuovamente Emi Sakura in un main event, perdendo l’incontro.
Nel gennaio 2013, Riho si prese una pausa temporanea dal Gatoh Move per concentrarsi sull’esame di ammissione al liceo. Il 4 maggio 2013, in coppia con Antonio Honda, sconfisse prima Choun Shiryu e Hiroyo Matsumoto in semifinale, e successivamente Emi Sakura e Hikaru Sato in finale, vincendo il torneo a squadre miste Go Go Go! Green Curry Khob Khun Cup. Tra il 22 e il 23 dicembre 2013, Riho ed Emi Sakura presero parte a due eventi della Wrestle-1, affrontandosi in incontri singoli: Riho vinse il primo, mentre Sakura si aggiudicò il secondo.
Il 9 agosto 2014, Riho sconfisse Emi Sakura in finale aggiudicandosi il torneo Gatoh Move Climax, disputato in un solo giorno. Il 2 novembre 2014, conquistò l’IWA Triple Crown Championship sconfiggendo nuovamente Sakura, dopo aver annunciato il suo debutto nel settore delle idol. La prima difesa del titolo avvenne il 27 dicembre 2014, quando Riho vinse una rivincita contro Sakura.
La seconda difesa ebbe luogo il 26 marzo 2015, quando Riho sconfisse Makoto al evento Reina Joshi Puroresu. Il 13 agosto 2015, nel main event del primo spettacolo di Gatoh Move alla Korakuen Hall, difese con successo l'IWA Triple Crown Championship contro Kotori. Il 21 settembre 2015 perse il titolo contro DJ Nira alla sua quinta difesa.
Il 22 giugno 2016 la federazione Gatoh Move festeggiò il decimo anniversario di Riho, che in una serie di incontri sconfisse Kaori Yoneyama nel main event riconquistando l'IWA Triple Crown Championship. Il 19 novembre 2016 perse il titolo contro Makoto. Il 24 dicembre 2016, Riho e Kotori sconfissero Aoi Kizuki e Sayaka Obihiro, conquistando l'Asia Dream Tag Team Championship.
Il 28 marzo 2017, Riho e Kotori persero il titolo durante la loro seconda difesa contro Emi Sakura e Masahiro Takanashi. Nel maggio dello stesso anno, Riho prese parte agli eventi della federazione Pro-Wrestling: EVE nel Regno Unito. Il 22 settembre 2017 divenne la prima campionessa Super Asia. Il 7 novembre 2017 difese con successo il titolo contro Emi Sakura. Successivamente annunciò la sua partecipazione a un tour all’estero. Il 31 marzo 2018 difese contro Sake, e per la seconda volta, il titolo di Super Asia Championship. La terza difesa giunse contro Jibzy a Bangkok, in Thailandia, il 12 maggio 2018, e, a seguire, in Giappone contro Aoi Kizuki, il 28 luglio 2018. Poche settimane dopo difese il titolo in Cina contro Makoto. Il 2 luglio 2019, venne sconfitta da Emi Sakura, in quell'occasione lasciò il Gatoh Move.

### World Wonder Ring Stardom (2019-presente)
Il 24 luglio 2019, Riho fece un’apparizione a sorpresa al World Wonder Ring Stardom, annunciando che avrebbe iniziato a lottare per la federazione a partire da agosto 2019. Il 10 agosto, nel suo primo incontro per Stardom, sconfisse in un match a tre Death Yama-san e Starlight Kid, conquistando per la prima volta l’High Speed Championship.

### All Elite Wrestling (2019-presente)

#### AEW Women's World Champion (2019-2020)
Il 25 maggio 2019, Riho debutta nella All Elite Wrestling (AEW) partecipando a un six-woman tag team match a Double or Nothing, in squadra con Hikaru Shida e Ryo Mizunami. Il trio ottiene la vittoria contro Aja Kong, Emi Sakura e Yuka Sakazaki, affermandosi come face. Il 29 giugno 2019, a Fyter Fest, Riho prende parte a un triple threat match contro Nyla Rose e Yuka Sakazaki, vincendo l'incontro. Il 13 luglio, a Fight for the Fallen, fa coppia con Britt Baker in un match contro Bea Priestley e Shoko Nakajima, venendo sconfitta dopo aver subito lo schienamento da parte della Nakajima. Il 31 agosto 2019, ad All Out, sconfigge Hikaru Shida in un incontro valevole per determinare la prima sfidante di Nyla Rose per l'inaugurale AEW Women's World Championship, in programma per la puntata di debutto di AEW Dynamite.
Nella puntata di AEW Dynamite del 2 ottobre 2019, Riho sconfigge Nyla Rose, diventando la prima campionessa femminile della federazione. Il 9 ottobre 2019, a Dynamite, fa coppia con Britt Baker e le due ottengono una vittoria su Bea Priestley ed Emi Sakura. Il 16 ottobre 2019, difende con successo il titolo contro la stessa Baker. Nella puntata del 6 novembre 2019, Riho e Shanna vengono sconfitte da Emi Sakura e Jamie Hayter. Il 9 novembre 2019, a Full Gear, mantiene il titolo in un match contro Emi Sakura. Il 19 novembre 2019, a AEW Dark, Riho e Baker sconfiggono Big Swole e Kris Statlander. Il 1º gennaio 2020, durante AEW Dynamite: Homecoming Edition, Riho difende con successo il titolo in un fatal 4-way match contro Britt Baker, Hikaru Shida e Nyla Rose. Al termine dell'incontro, viene attaccata da Nyla Rose, che la colpisce con una Frog Splash attraverso un tavolo. L’8 gennaio 2020, nella puntata AEW Dynamite: Anniversary Edition, Riho difende nuovamente il titolo, questa volta contro Kris Statlander, grazie all’interferenza del gruppo Nightmare Collective (Awesome Kong, Brandi Rhodes, Mel e Luthor), che disturba l’avversaria. Dopo il match, intervengono Hikaru Shida, Big Swole e Sonny Kiss per soccorrere Statlander e allontanare il collettivo. Il 4 febbraio 2020, a AEW Dark, Riho fa squadra con Kenny Omega e i due sconfiggono Penelope Ford e Kip Sabian in un mixed tag team match. Il giorno successivo, 5 febbraio 2020, durante Dynamite, Riho viene aggredita nel backstage: PAC minaccia Kenny Omega e afferma che, pur non attaccando una donna, qualcun altro lo farà al suo posto. Poco dopo, Nyla Rose sorprende Riho alle spalle e la colpisce con una Powerbomb attraverso un tavolo, anticipando il match tra le due annunciato per la settimana successiva. Nell'episodio di AEW Dark dell’11 febbraio 2020, Riho sconfigge Shoko Nakajima in un incontro non titolato, vendicando una precedente sconfitta subita l'estate precedente. Il 12 febbraio 2020, nella puntata di Dynamite, Riho perde l’AEW Women's World Championship contro Nyla Rose, concludendo il suo regno dopo 133 giorni.
Nella puntata di AEW Dark del 3 marzo 2020, Riho e Yuka Sakazaki vengono sconfitte da Britt Baker e Penelope Ford a causa di un’interferenza di Kip Sabian, manager della Ford, che rovescia un tentativo di schienamento di Riho, consentendo alla Baker di applicare la Lockjaw e ottenere la vittoria. Il 17 marzo 2020, sempre a AEW Dark, Riho viene sconfitta da Penelope Ford dopo una distrazione causata nuovamente da Sabian. Il 18 marzo 2020, nella puntata di AEW Dynamite, partecipa a un fatal 4-way match contro Hikaru Shida, Kris Statlander e Penelope Ford; l'incontro viene vinto dalla Shida, che schiena la Ford.

## Personaggio
In ring, Riho è conosciuta per il suo stile agile e tecnico, che combina velocità, movimenti aerei e grande resistenza fisica, nonostante la corporatura esile. Il suo personaggio si presenta come determinato, rispettoso e positivo, spesso nel ruolo di face, in linea con la tradizione eroica del puroresu giapponese. Riho fa leva sulla sua lunga esperienza, iniziata in giovane età, per sorprendere avversarie più forti fisicamente, puntando su tecnica e strategia.

## Titoli e riconoscimenti
- All Elite Wrestling
  - AEW Women's World Championship (1 volta)
- DDT Pro-Wrestling
  - DDT Jiyugaoka Six-Person Tag Team Championship (1 volta) – con The Great Kojika e Mr. #6
  - DDT Nihonkai Six-Man Tag Team Championship (2 volte ) – con Kenny Omega and Mr. #6 (1), The Great Kojika e Mr. #6 (1)
  - UWA World Trios Championship (1 volta ) – con The Great Kojika e Mr. #6
- Fuka Matsuri
  - Fuka Matsuri Rumble (2010)
- Gatoh Move Pro Wrestling
  - Asia Dream Tag Team Championship (1 volta ) – con "Kotori"
  - IWA Triple Crown Championship (2 volte)
  - Super Asia Championship (1 volte)
  - Gatonun Climax (2014)
  - Go Go! Green Curry Khob Khun Cup (2013) – con Antonio Honda
  - Super Asia First Champion Determination Tournament (2017)
- Ice Ribbon
  - ICE×60 Championship (1 volta)
  - International Ribbon Tag Team Championship (1 volta ) – con Yuki Sato
  - Triangle Ribbon Championship (1 volta)
  - Teens5 Tournament (2012)
  - First Triple Crown Champion
- Singapore Pro Wrestling
  - Queen of Asia championship (1 volta, attuale)
- World Wonder Ring Stardom
  - High Speed Championship (1 volta)